# Julie Su
Pour les articles homonymes, voir SU.
Julie A. Su, née le 19 février 1969, à Madison au Wisconsin, est une avocate et femme politique américaine, secrétaire au Travail des États-Unis par intérim de 2023 à 2025.
Elle est secrétaire au Travail de Californie, servant sous le gouverneur Gavin Newsom, et dirige la division californienne de l'application des normes du travail (DLSE) sous le gouverneur Jerry Brown.
Nommée sous-secrétaire au Travail des États-Unis en 2021, elle occupe le poste de secrétaire au Travail par intérim depuis le 11 mars 2023, à la suite de la démission du titulaire Marty Walsh,. En février 2023, le président Joe Biden la nomme officiellement comme titulaire permanente à cette fonction.

## Jeunesse et éducation
Immigrante de deuxième génération, Julie Su est née dans le Wisconsin. Sa mère est venue aux États-Unis sur un cargo en provenance de Chine, tandis que son père est originaire de Taïwan,. Elle est diplômée du lycée Gretchen Whitney de Cerritos, en Californie, puis obtient un baccalauréat ès arts de l'université Stanford et un doctorat en droit de la faculté de droit de Harvard.

## Carrière professionnelle
Julie Su commence sa carrière juridique au Asian-Pacific American Legal Center, où elle est directrice du contentieux pour Advancing Justice LA, une organisation de défense des droits civils à but non lucratif.
Elle est l'avocate principale du El Monte Thai Garment Slavery Case (en). En tant que cheffe de file de l'affaire civile intentée par les travailleurs de l'habillement d'El Monte, elle défend avec succès une théorie juridique qui tient les fabricants responsables du vol de salaire, ainsi que les opérateurs qui ont gardé les travailleurs captifs. Elle et d'autres militants demandent également que les travailleurs puissent rester aux États-Unis dans le cadre d'un programme de visas pour ceux qui coopèrent avec le gouvernement dans des procès criminels. Cela conduit à la création du T visa pour les victimes de la traite des êtres humains.
Pendant le mandat de Jerry Brown comme gouverneur de Californie, Julie Su dirige la division de l'État de l'application des normes du travail (DLSE). Sous le gouverneur Gavin Newsom, elle est secrétaire de l'Agence californienne de développement du travail et de la main-d'œuvre.

## Département au Travail des États-Unis

### Sous-secrétaire au Travail
En novembre 2020, Julie Su est pressentie pour être nommée au poste de secrétaire au Travail dans l'administration Biden,. Cette candidature est soutenue par les dirigeants politiques et les militants de l'AAPI, notamment le Congressional Asian Pacific American Caucus (CAPAC).
À l'inverse, elle est combattue par des groupes d'affaires et des républicains du Congrès. Ses opposants critiquent sa direction de l'agence de chômage de Californie pendant la pandémie de Covid-19, lorsque plus d'un million de candidats légitimes ont vu leurs demandes retardées ou gelées, tandis que jusqu'à 31 milliards de dollars ont été envoyés à des demandeurs frauduleux (y compris à des criminels appartenant à réseaux criminels nationaux et internationaux et détenus dans le système pénitentiaire de l'État),. L'opposition se concentre également sur son application de la loi controversée sur l'emploi en Californie, AB 5,.
Le 10 février 2021, Julie Su est nommée par le président Biden au poste de secrétaire adjointe au Travail, sous la direction du secrétaire Marty Walsh. Les dirigeants américains d'origine asiatique, notamment les membres du CAPAC, ont fait pression sur l'administration Biden pour la nommer à cette fonction après qu'elle n'ait pas été choisie pour diriger le département.
Le comité sénatorial HELP organise les audiences sur la nomination de Julie Su le 16 mars 2021 et rend un compte-rendu favorable à sa nomination au Sénat le 21 avril 2021. Le 13 juillet 2021, elle est confirmée dans son rôle par le Sénat, par 50 voix contre 47.

### Nomination au poste secrétaire au Travail
Si un secrétaire du cabinet des États-Unis quitte ses fonctions, il est considéré comme acquis que son adjoint prenne sa place durant son absence,. Après l'annonce de la démission de Walsh, les membres du CAPAC appellent Biden à nommer Julie Su comme successeur permanente de Walsh, citant le manque d'Américains d'origine asiatique dans le cabinet Biden. Le 28 février 2023, le président Joe Biden la nomme au poste de secrétaire au Travail des États-Unis.
La nomination de Julie Su semble être en danger en raison de la réticence du sénateur démocrate Joe Manchin à la soutenir.

## Récompenses
- 1996 : Prix international des droits de l'homme Reebok [28]

## Travaux
- (en) « Making the Invisible Visible: The Garment Industry's Dirty Laundry », University of Iowa Journal on Gender, Race & Justice,‎ hiver 1997–1998.
- (en) « Workers at the Crossfire: Immigration Enforcement to Preserve Capital », dans Joy James, Unfinished Liberation, Colorado University Press, 1999.